# جون ويبر (لاعب دارت)
جون ويبر (بالإنجليزية: John Weber)‏ هو لاعب دارت أسترالي، ولد في 29 نوفمبر 1972 في أستراليا.

## وصلات خارجية
- جون ويبر على موقع DartsDatabase.co.uk (الإنجليزية)